# Clásico 9 de Julio
El Clásico 9 de Julio es una carrera clásica para caballos que se disputa en el Hipódromo de San Isidro, sobre 1600 metros de pista de césped y convoca a caballos de ambos sexos y de 4 años o más edad, a peso por edad. Está catalogado como un certamen de Grupo 2 en la escala internacional desde 2005 (anteriormente, estaba clasificado como gran premio de Grupo 1). Se disputa tradicionalmente el 9 de julio, o en fechas cercanas, como parte de los homenajes del Jockey Club Argentino por la Declaración de independencia de la Argentina.
Es una de las pruebas más características para caballos especialistas en correr una milla de distancia. El Clásico 9 de Julio data de 1959, año en el que fue instituido dentro del calendario argentino. Desde entonces, y hasta 1981, se denominó Clásico Independencia, y un año después recibió su nombre actual. Desde 1982 se cotejó de manera ininterrumpida, con la excepción de 1989, retomando su desarrollo en 1990 y hasta la actualidad.
El otrora Gran Premio 9 de Julio fue una prueba perteneciente al grupo uno de la escala internacional y se lo descendió al G2 en 2005, condición que conserva en la actualidad. También registró diversas reformas a lo largo de los años, además del cambio de nombre. Por ejemplo, desde su primera versión (1959) y hasta 1970 fue una prueba para productos de 2 años. Desde 1972 y hasta 1974 se lo catalogó de handicap para todo caballo y un año después (1975) pasó a ser una prueba para todo caballo de cuatro años y más edad, condición que mantiene actualmente.
A lo largo de su historia se cotejó en el Hipódromo de San Isidro, con las excepciones de las ediciones efectuadas entre 1975 y 1979, desarrolladas en el Hipódromo Argentino de Palermo.
El tema del recorrido del Clásico 9 de Julio (ex Independencia) también sufrió alteraciones con el correr de los años. Entre 1959 y 1970 se disputó sobre 1600 metros, en 1971 se realizó sobre 2500 metros y desde 1972, y hasta 1974, pasó a 2000 metros. En 1975 se disputó en 1800 metros, del ‘76 al ’79 fue realizado sobre 2200 metros y desde 1980 pasó a disputarse sobre 2400 metros. En esa distancia se mantuvo hasta 1992 y un año después volvió a su metraje original, los actuales 1600 metros.

## Últimos ganadores del 9 de Julio
| Año  | Ganador                      | País | Jockey                              | País | Padre                   | País | Madre                    | País | Criador                                 | Caballeriza              | Colores                                 |
| ---- | ---------------------------- | ---- | ----------------------------------- | ---- | ----------------------- | ---- | ------------------------ | ---- | --------------------------------------- | ------------------------ | --------------------------------------- |
| 2025 | Que Tarde Gris               |      | Gustavo Calvente                    |      | Il Campione             |      | Marlotte                 |      | Haras Tres Jotas                        | Tres Jotas               |                                         |
| 2024 | Comando Secreto              |      | Kevin Banegas                       |      | War Command             |      | South Healer             |      | Haras Santa Elena                       | Sixa                     |                                         |
| 2023 | Irwin                        |      | Wilson Moreyra                      |      | Seek Again              |      | Irwina                   |      | Haras Carampangue                       | Volver Al Futuro         |                                         |
| 2022 | Chanta Joy                   |      | Rodrigo Blanco                      |      | Fortify                 |      | Stormy Marchita          |      | Haras Firmamento                        | Firmamento               |                                         |
| 2021 | Master Soy                   |      | Iván Monasterolo                    |      | Master Of Hounds        |      | Soy Porfiada             |      | Haras El Paraíso                        | María Auxiliadora        |                                         |
| 2020 | No hubo por pandemia         |      |                                     |      |                         |      |                          |      |                                         |                          |                                         |
| 2019 | Seas Alabada                 |      | Damián Ramella                      |      | Sebi Halo               |      | Calling You              |      | Haras El Paraíso                        | Los Patrios              | Horse racing silks                      |
| 2018 | El Benicio (*) Hat Mario (*) |      | Juan Cruz Villagra José A. Da Silva |      | Hurricane Cat Hat Trick |      | Di Machine Stormy Marama |      | Haras El Mallín - Haras La Biznaga      | Facundito - Los Cantores | Horse racing silks · Horse racing silks |
| 2017 | El Benicio                   |      | Juan Cruz Villagra                  |      | Hurricane Cat           |      | Di Machine               |      | Haras El Mallín                         | Facundito                | Horse racing silks                      |
| 2016 | Koller                       |      | Altair Domingos                     |      | Orpen                   |      | Korea                    |      | Haras La Providencia                    | La Providencia           | Horse racing silks                      |
| 2015 | Uomo In Frac                 |      | Juan Carlos Noriega                 |      | Scrimshaw               |      | Gazelle Belle            |      | Haras Don Arcángel                      | Del Valle                | Horse racing silks                      |
| 2014 | Met Day                      |      | Jorge Ricardo                       |      | Mutakddim               |      | Super Sola               |      | Haras Fazenda Mondesir                  | Arco Iris                | Horse racing silks                      |
| 2013 | Pataques                     |      | Jorge Ruíz Díaz                     |      | Catcher In The Rye      |      | Princesa Americana       |      | Haras La Lagunita                       | La Frontera              | Horse racing silks                      |
| 2012 | Fasteed Emperor              |      | Rodrigo Blanco                      |      | Emperor Jones           |      | Fast Road                |      | Haras Firmamento                        | Tramo 20                 | Horse racing silks                      |
| 2011 | Curioso Slam                 |      | Altair Domingos                     |      | Grand Slam              |      | Miss Cursi               |      | Haras Firmamento                        | La Pampita               | Horse racing silks                      |
| 2010 | Rupit                        |      | Jorge Ricardo                       |      | Lucky Roberto           |      | Avinca                   |      | Haras Rodeo Chico y Santiago Dell'Acqua | C.M.N.                   | Horse racing silks                      |
| 2009 | Pub de Llers                 |      | Roberto Alzamendi                   |      | Llers Fitz              |      | Miss Plubins             |      | Haras Firmamento                        | Principito               | Horse racing silks                      |
| 2008 | Inter Optimist               |      | Pablo Carrizo                       |      | Incurable Optimist      |      | Es Intérprete            |      | Haras y Stud Vengador                   | Vengador                 | Horse racing silks                      |
| 2007 | Bahiaro                      |      | Jorge Ricardo                       |      | Incurable Optimist      |      | Istiara                  |      | Haras El Paraíso                        | S. de B.                 | Horse racing silks                      |
| 2006 | Fox Dancer                   |      | Juan Carlos Noriega                 |      | Lode                    |      | Fox Trot Dancer          |      | José Ignacio Hurtado Vicuña             | Identic                  | Horse racing silks                      |
| 2005 | Fox Dancer                   |      | Juan Carlos Noriega                 |      | Lode                    |      | Fox Trot Dancer          |      | José Ignacio Hurtado Vicuña             | Identic                  | Horse racing silks                      |
| 2004 | Romeo Plus                   |      | Jacinto Herrera                     |      | Alpha Plus              |      | Helen Toss               |      | Haras Panamericano                      | Castañón                 | Horse racing silks                      |
| 2003 | As de Pik                    |      | Jorge Valdivieso                    |      | Lode                    |      | Asqute                   |      | Haras Firmamento                        | Green & Black            | Horse racing silks                      |
| 2002 | Lord Card                    |      | Guillermo Sena                      |      | Lord Hailey             |      | Ojos Dulces              |      | Jorge Sternberg                         | Oma Fanny                | Horse racing silks                      |
| 2001 | Mad Champ                    |      | Jorge Valdivieso                    |      | Ski Champ               |      | Loquele                  |      | Haras Firmamento                        | Patria Grande            | Horse racing silks                      |
| 2000 | Esposado                     |      | Juan Ublich                         |      | Engrillado              |      | Dark Beauty              |      | Haras Usasti                            | Alero                    | Horse racing silks                      |
| 1999 | Lord Card                    |      | Julio César Méndez                  |      | Lord Hailey             |      | Ojos Dulces              |      | Jorge Sternberg                         | Oma Fanny                | Horse racing silks                      |
| 1998 | Geneve                       |      | Jacinto Herrera                     |      | Senor Pete              |      | Niza                     |      | Haras La Quebrada                       | La Quebrada              | Horse racing silks                      |
| 1997 | Rondo                        |      | Guillermo Sena                      |      | Rampart Road            |      | Plasint                  |      | Haras El Candil                         | Calfucurá                | Horse racing silks                      |
| 1996 | Lord Jain                    |      | Juan Carlos Torres                  |      | Lord Hailey             |      | Janaina Dark             |      | Haras Los Prados y José María Lescano   | Don Carlos José          | Horse racing silks                      |
| 1995 | Ritón                        |      | Horacio Karamanos                   |      | Un Desperado            |      | Yoko                     |      | Lineo de Paula Machado                  | Río Claro                | Horse racing silks                      |

(*) Empataron